# Mike Bauer (tennis)
Pour les articles homonymes, voir Mike Bauer et Bauer.
Mike Bauer, né le 29 juin 1959 à Oakland, est un joueur de tennis américain.
Il a gagné 3 titres en simple et 9 titres en double. Il a atteint la 29e place mondiale au classement ATP en simple et la 25e place mondiale en double.

## Palmarès

### Titres en simple messieurs
| No | Date       | Nom et lieu du tournoi          | Catégorie | Dotation | Surface         | Finaliste       | Score         |  |
| -- | ---------- | ------------------------------- | --------- | -------- | --------------- | --------------- | ------------- |  |
| 1  | 15-11-1982 | Bangkok Tennis Classic, Bangkok |           | 75 000 $ | Moquette (int.) | Jim Gurfein     | 6-1, 6-2      |  |
| 2  | 20-12-1982 | South Australian Open, Adélaïde |           | 75 000 $ | Gazon (ext.)    | Chris Johnstone | 4-6, 7-6, 6-2 |  |
| 3  | 19-12-1983 | South Australian Open, Adélaïde |           | 75 000 $ | Gazon (ext.)    | Miloslav Mečíř  | 3-6, 6-4, 6-1 |  |

### Finale en simple messieurs
| No | Date       | Nom et lieu du tournoi                  | Catégorie | Dotation  | Surface      | Vainqueur      | Score         |          |
| -- | ---------- | --------------------------------------- | --------- | --------- | ------------ | -------------- | ------------- | -------- |
| 1  | 12-12-1983 | Robinson’s New South Wales Open, Sydney |           | 125 000 $ | Gazon (ext.) | Joakim Nyström | 2-6, 6-3, 6-1 | Parcours |

### Titres en double messieurs
| No | Date       | Nom et lieu du tournoi                       | Catégorie    | Dotation  | Surface         | Partenaire         | Finalistes                             | Score         |          |
| -- | ---------- | -------------------------------------------- | ------------ | --------- | --------------- | ------------------ | -------------------------------------- | ------------- | -------- |
| 1  | 09-11-1981 | Tournoi de tennis de Taïwan Taïwan           |              | 75 000 $  | Moquette (int.) | John Benson        | John Austin Mike Cahill                | 6-4, 6-3      |          |
| 2  | 23-11-1981 | Manille Grand Prix Manille                   | Grand Prix   | 75 000 $  | Terre (ext.)    | John Benson        | Drew Gitlin Jim Gurfein                | 6-4, 6-4      |          |
| 3  | 15-11-1982 | Bangkok Tennis Classic Bangkok               |              | 75 000 $  | Moquette (int.) | John Benson        | Charles Buzz Strode Morris Skip Strode | 7-5, 3-6, 6-3 |          |
| 4  | 11-07-1983 | MercedesCup Stuttgart                        |              | 100 000 $ | Terre (ext.)    | Anand Amritraj     | Pavel Složil Tomáš Šmíd                | 4-6, 6-3, 6-2 |          |
| 5  | 12-12-1983 | Robinson’s New South Wales Open Sydney       |              | 125 000 $ | Gazon (ext.)    | Pat Cash           | Broderick Dyke Rod Frawley             | 7-6, 6-4      | Parcours |
| 6  | 12-10-1992 | Riklis Israel Tennis Center Classic Tel Aviv | World Series | 130 000 $ | Dur (ext.)      | João Cunha e Silva | Mark Koevermans Tobias Svantesson      | 6-3, 6-4      |          |
| 7  | 15-03-1993 | Grand-Prix Hassan II Casablanca              | World Series | 175 000 $ | Terre (ext.)    | Piet Norval        | Ģirts Dzelde Goran Prpić               | 7-5, 7-6      |          |
| 8  | 25-10-1993 | Hellmann's Cup Santiago                      | World Series | 200 000 $ | Terre (ext.)    | David Rikl         | Christer Allgårdh Brian Devening       | 7-6, 6-4      |          |
| 9  | 17-10-1994 | CA Tennis Trophy Vienne                      | World Series | 375 000 $ | Moquette (int.) | David Rikl         | Alex Antonitsch Greg Rusedski          | 7-6, 6-4      |          |

### Finales en double messieurs
| No | Date       | Nom et lieu du tournoi          | Catégorie    | Dotation  | Surface         | Vainqueurs                   | Partenaire          | Score         |  |
| -- | ---------- | ------------------------------- | ------------ | --------- | --------------- | ---------------------------- | ------------------- | ------------- |  |
| 1  | 25-09-1983 | Island Holidays Pro Tennis Maui | Grand Prix   | 100 000 $ | Dur (ext.)      | Tony Giammalva Steve Meister | Scott Davis         | 6-3, 5-7, 6-4 |  |
| 2  | 24-12-1984 | Melbourne Outdoor Melbourne     | Grand Prix   | 75 000 $  | Gazon (ext.)    | Broderick Dyke Wally Masur   | Scott McCain        | 7-6, 3-6, 7-6 |  |
| 3  | 08-03-1993 | Zaragoza Open Saragosse         | World Series | 175 000 $ | Moquette (int.) | Martin Damm Karel Nováček    | David Rikl          | 2-6, 6-4, 7-5 |  |
| 4  | 14-06-1993 | Gerry Weber Open Halle (Westf.) | World Series | 350 000 $ | Gazon (ext.)    | Petr Korda Cyril Suk         | Marc-Kevin Goellner | 7-6, 5-7, 6-3 |  |
| 5  | 11-10-1993 | Riklis Israel Open Tel Aviv     | World Series | 175 000 $ | Dur (ext.)      | Sergio Casal Emilio Sánchez  | David Rikl          | 6-4, 6-4      |  |
| 6  | 18-10-1993 | CA Tennis Trophy Vienne         | World Series | 275 000 $ | Moquette (int.) | Byron Black Jonathan Stark   | David Prinosil      | 6-3, 7-6      |  |